# Polymath-Projekt
Das Polymath-Projekt ist eine Zusammenarbeit zwischen Mathematikern, um wichtige und schwierige mathematische Probleme zu lösen, indem man viele Mathematiker koordiniert, die miteinander kommunizieren, um den besten Weg zur Lösung zu finden. Das Projekt begann im Januar 2009 auf Timothy Gowers Blog, wo er ein Problem präsentierte und seine Leser bat, partielle Ideen und partielle Fortschritte in Richtung einer Lösung zu posten. Dieses Experiment führte zu einer neuen Antwort auf ein schwieriges Problem, und seitdem ist das Polymath-Projekt gewachsen. Es beschreibt einen bestimmten Prozess einer Online-Zusammenarbeit, um ein Mathematikproblem zu lösen.

## Ursprung
Im Januar 2009 entschied sich Gowers, ein soziales Experiment auf seinem Blog zu starten, indem er ein wichtiges ungelöstes mathematisches Problem wählte und andere Personen einlud, um es gemeinsam im Kommentar-Bereich seines Blogs zu lösen. Zusammen mit dem mathematischen Problem selbst stellte Gowers eine Frage, die in den Titel seines Blogposts aufgenommen wurde, "is massively collaborative mathematics possible?" Dieser Beitrag führte zur Bildung des Polymath-Projekts.
Das Wort polymath stammt aus dem Griechischen und bezeichnet einen vielseitig begabten Menschen. Nach seinen Wortbestandteilen poly und math kann es jedoch auch als "Mathematik durch Viele" interpretiert werden.

## Gelöste Probleme

### Polymath1
Das ursprünglich vorgeschlagene Problem für dieses Projekt, das jetzt von der Polymath-Gemeinschaft Polymath1 genannt wird, war, einen neuen kombinatorischen Beweis für die Dichteversion des Hales-Jewett-Theorems zu finden. Als das Projekt Gestalt annahm, tauchten zwei Diskussionsfäden auf. Der erste, der in den Kommentaren von Gowers Blog geführt wurde, würde mit dem ursprünglichen Ziel fortfahren, einen kombinatorischen Beweis zu finden. Der zweite, der in den Kommentaren von Terence Taos Blog durchgeführt wurde, konzentrierte sich auf die Berechnung der Grenzen der Dichte von Hales-Jewett-Zahlen und Moser-Zahlen für niedrige Dimensionen.
Nach sieben Wochen gab Gowers auf seinem Blog bekannt, dass das Problem "wahrscheinlich gelöst" wurde, obwohl die Arbeit an Gowers Thread und Taos Thread bis im Mai 2009 etwa drei Monate nach der ersten Ankündigung fortgesetzt wurde. Insgesamt trugen über 40 Personen zum Projekt Polymath1 bei. Beide Threads des Polymath1-Projekts waren erfolgreich, es wurden zwei neue Papers verfasst unter dem Pseudonym D.H.J. Polymath, wobei die Initialen auf das Problem beziehen (density Hales-Jewett).

### Polymath5
Dieses Projekt wurde eingerichtet, um das Problem der Erdős-Diskrepanz zu lösen. Es war 2010 sehr aktiv und hatte eine kurze Wiederbelebung im Jahr 2012, das Problem konnte am Ende aber nicht gelöst werden. Dies gelang erst im September 2015 Terence Tao, einem der Teilnehmer von Polymath5. Ein Paper bewies die gemittelte Form der Chowla-Elliott-Vermutungen und nutzte die jüngsten Fortschritte in der analytischen Zahlentheorie über Korrelationen von Werten multiplikativer Funktionen. Ein weiteres Paper zeigte, wie dieses neue Ergebnis, kombiniert mit einigen Argumenten, die von Polymath5 entdeckt wurden, genug war, um eine vollständige Lösung für das Problem zu geben. So hat Polymath5 einen bedeutenden Beitrag zur Lösung geleistet.

### Polymath8
Das Projekt Polymath8 wurde vorgeschlagen, um die Grenzen kleiner Lücken zwischen Primzahlen zu verbessern. Es hat zwei Komponenten: Polymath8a und Polymath8b. Beide Komponenten des Polymath8-Projekts waren erfolgreich und produzierten zwei neue Paper, die unter dem Pseudonym D.H.J. Polymath veröffentlicht wurden.